# ريس مكابي
ريس مكابي (بالإنجليزية: Rhys McCabe)‏ هو لاعب كرة قدم بريطاني في مركز الوسط، ولد في 24 يوليو 1992 في Polbeth ‏ في المملكة المتحدة. شارك مع منتخب اسكتلندا تحت 21 سنة لكرة القدم. أما مع النوادي، فقد لعب مع باتريك أتلتيك ودونفرملين أثلتيك وشيفيلد وينزداي ونادي بورتسموث ونادي رينجرز.

## وصلات خارجية
- ريس مكابي على موقع قاعدة بيانات كرة القدم.إي يو (الإنجليزية)
- ريس مكابي على موقع Soccerbase.com (لاعب) (الإنجليزية)
- ريس مكابي على موقع Soccerway.com (الإنجليزية)